# 朝天髻
朝天髻，中国古代女子发式，属于高髻式的一种。兴起于五代，盛行于两宋，其主要特征是将头发拢上，在头顶束结，再反绾成高髻，支耸朝天。

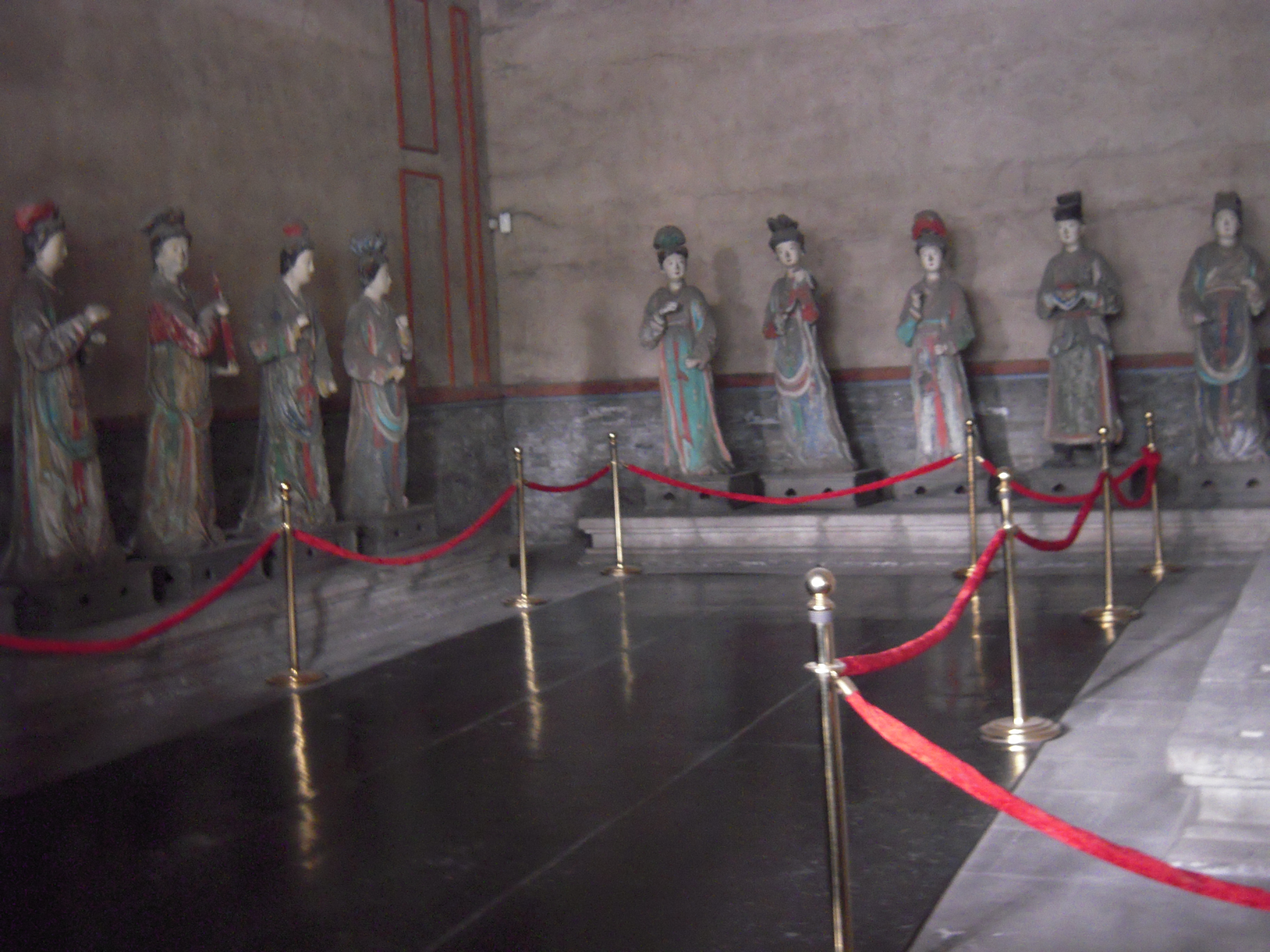
山西晋祠彩塑女俑的朝天髻

《宋史》记载五代十国后蜀孟昶末年，妇女们争着把头发梳成高髻，称为“朝天髻”。宋徽宗时期，童貫败于辽国。教坊歌伎，发型都不一样。一人头正中有髻，说是太师蔡京家人，满头都是髻的说是童贯家人。蔡京家人说：“蔡太师正觐见皇帝，因此名朝天髻”。童贯家人说：“童大人刚打仗，这叫三十六髻（三十六计，走为上计）。”